# Liste der Monuments historiques in Vivier-au-Court
Die Liste der Monuments historiques in Vivier-au-Court führt die Monuments historiques in der französischen Gemeinde Vivier-au-Court auf.

## Liste der Objekte
| Bezeichnung               | Beschreibung | Standort                       | Kennzeichnung | Schutzstatus | Datum | Bild |
| ------------------------- | --- | ------------------------------ | ------------- | ------------ | ----- | ---- |
| Kruzifix                  | Holz, farbig gefasst, erste Hälfte des 20. Jahrhunderts                                                                | in der Kirche St-Julien (Lage) | PM08000807    | Inscrit      | 1973  |      |
| Skulptur Heiliger Julian  | Kalkstein, farbig gefasst und vergoldet, 19. Jahrhundert                                                               | in der Kirche St-Julien (Lage) | PM08000806    | Inscrit      | 1973  |      |
| Skulptur Madonna mit Kind | Kalkstein, farbig gefasst und vergoldet, 18. Jahrhundert                                                               | in der Kirche St-Julien (Lage) | PM08001278    | Inscrit      | 1993  |      |
| Eligiusaltar              | Altartisch, Tabernakel und Retabel; Kalkstein, farbig gefasst und vergoldet, Marmor, erste Hälfte des 18. Jahrhunderts | in der Kirche St-Julien (Lage) | PM08000808    | Inscrit      | 1973  |      |
| Marienaltar               | Altartisch, Tabernakel und Retabel; Kalkstein, farbig gefasst und vergoldet, Marmor, Anfang des 18. Jahrhunderts       | in der Kirche St-Julien (Lage) | PM08000809    | Inscrit      | 1973  |      |